# Noorwegen op het Eurovisiesongfestival 2025
Noorwegen neemt deel aan het Eurovisiesongfestival 2025 in Bazel. De Noorse omroep NRK deed opnieuw beroep op Melodi Grand Prix als nationale finale om te bepalen wie het land vertegenwoordigd.

## Melodi Grand Prix
Op 15 februari 2025 vond de 63ste editie van Melodi Grand Prix plaats, het format dat NRK gebruikt om te bepalen wie Noorwegen vertegenwoordigd op het Eurovisiesongfestival. De preselectie vond plaats op 15 februari 2025 in het Oslo Spektrum in Oslo. De presentatoren waren Markus Neby, Marte Stokstad en Tete Lindbom.
Geïnteresseerde artiesten konden zich vanaf 6 augustus tot 1 september 2024 inschrijven. Elke songwriter kon maximaal drie nummers insturen met als enige voorwaarde dat minimaal een Noorse tekstschrijver aan het nummer verbonden is. NRK zocht artiesten in het werkveld op en bezocht songwritingskampen. De eerste hiervan werd gehouden in Rena in juni 2024. Op 16 januari 2025 werden de deelnemende acts vrijgegeven en op 24 januari 2025 worden alle nummers vrijgegeven. Voorafgaande aan de aankondiging maakte NRK bekend dat Lavrans Svendsen, die oorspronkelijk als deelnemer was geselecteerd, zich had teruggetrokken uit de competitie. Angelina Jordan zou eveneens deelnemen, maar trok zich terug naar aanleiding van de branden in Zuid-Californië in januari 2025 waar Jordan woont. Hierdoor namen slechts negen deelnemers deel aan Melodi Grand Prix 2025, het laagste aantal in jaren. Bijna de helft van de bookmakers hadden Kyle Alessandro als favoriet. Hij wist uiteindelijk zowel de internationale jury als het Noorse publiek te overtuigen met het nummer Lighters. 
|   | Artiest         | Lied                      | Jury | Televoting | Totaal | Plaats |            |             |    |    |    |   |
| - | --------------- | ------------------------- | ---- | ---------- | ------ | ------ | ---------- | ----------- | -- | -- | -- | - |
| 1 | Artiest         | Lied                      | Jury | Televoting | Totaal | Plaats | Tone Damli | "Last Song" | 24 | 63 | 87 | 5 |
| 2 | Sondrey         | "Vagabond"                | 38   | 17         | 55     | 7      |            |             |    |    |    |   |
| 3 | Nora Jabri      | "Sulale"                  | 55   | 19         | 74     | 6      |            |             |    |    |    |   |
| 4 | Wig Wam         | "Human Fire"              | 25   | 68         | 93     | 4      |            |             |    |    |    |   |
| 5 | LLL             | "Parasite"                | 36   | 18         | 54     | 8      |            |             |    |    |    |   |
| 6 | Kyle Alessandro | "Lighter"                 | 118  | 189        | 307    | 1      |            |             |    |    |    |   |
| 7 | Nataleen        | "The Game"                | 86   | 104        | 190    | 2      |            |             |    |    |    |   |
| 8 | Ladybug         | "Hot as Hell in Paradise" | 19   | 32         | 51     | 9      |            |             |    |    |    |   |
| 9 | Bobbysocks      | "Joyful"                  | 29   | 135        | 164    | 3      |            |             |    |    |    |   |

## In Bazel
In Bazel trad Noorwegen aan in de eerste halve finale op 13 mei 2025. Kyle Alessandro plaatste zich vlot voor de finale, waar hij de show opende met Lighter. Voor Noorwegen wist hij de 18de plaats te halen met 89 punten, waarvan 67 van het publiek en 22 van de vakjury. 
1960 · 1961 · 1962 · 1963 · 1964 · 1965 · 1966 · 1967 · 1968 · 1969 · 1970 · 1971 · 1972 · 1973 · 1974 · 1975 · 1976 · 1977 · 1978 · 1979 · 1980 · 1981 · 1982 · 1983 · 1984 · 1985 · 1986 · 1987 · 1988 · 1989 · 1990 · 1991 · 1992 · 1993 · 1994 · 1995 · 1996 · 1997 · 1998 · 1999 · 2000 · 2001 · 2002 · 2003 · 2004 · 2005 · 2006 · 2007 · 2008 · 2009 · 2010 · 2011 · 2012 · 2013 · 2014 · 2015 · 2016 · 2017 · 2018 · 2019 · 2020 · 2021 · 2022 · 2023 · 2024 · 2025
Albanië · Armenië · Australië · Azerbeidzjan · België · Cyprus · Denemarken · Duitsland · Estland · Finland · Frankrijk · Georgië · Griekenland · Ierland · IJsland · Israël · Italië · Kroatië · Letland · Litouwen · Luxemburg · Malta · Montenegro · Nederland · Noorwegen · Oekraïne · Oostenrijk · Polen · Portugal · San Marino · Servië · Slovenië · Spanje · Tsjechië · Verenigd Koninkrijk · Zweden · Zwitserland